# 펜트하우스 3
《펜트하우스 3》는 2021년 6월 4일부터 2021년 9월 10일까지 방송된 SBS 금요 드라마다.

## 기획 의도
채워질 수 없는 일그러진 욕망으로 집값 1번지, 교육 1번지에서 벌이는 서스펜스 복수극!
자식을 지키기 위해 악녀가 될 수 밖에 없었던 여자들의 연대와 복수를 그린 이야기!

## 시청률
최저 시청률과 최고 시청률은 시청률 조사회사와 지역별로 시청률에 차이가 있을 수 있습니다.
| 2021년      | 2021년      | 2021년          | 2021년          | 2021년        | 2021년 |
| 회차        | 방송일      | TNmS 시청률     | AGB 시청률      | AGB 시청률    |        |
| 회차        | 방송일      | 대한민국 (전국) | 대한민국 (전국) | 서울 (수도권) |        |
| ----------- | ----------- | --------------- | --------------- | ------------- | ------ |
| 제1회       | 6월 4일     | 15.6%           | 16.9%           | 17.6%         |        |
| 제1회       | 6월 4일     | 16.8%           | 19.5%           | 21.0%         |        |
| 제1회       | 6월 4일     | 15.3%           | 19.1%           | 20.2%         |        |
| 제2회       | 6월 11일    | 13.5%           | 15.2%           | 15.8%         |        |
| 제2회       | 6월 11일    | 15.1%           | 17.5%           | 18.4%         |        |
| 제2회       | 6월 11일    | 15.1%           | 17.5%           | 18.5%         |        |
| 제3회       | 6월 18일    | 12.9%           | 14.4%           | 15.4%         |        |
| 제3회       | 6월 18일    | 14.4%           | 16.3%           | 17.2%         |        |
| 제3회       | 6월 18일    | 15.8%           | 17.5%           | 18.6%         |        |
| 제4회       | 6월 25일    | 13.5%           | 14.9%           | 15.4%         |        |
| 제4회       | 6월 25일    | 15.3%           | 17.0%           | 17.9%         |        |
| 제4회       | 6월 25일    | 15.7%           | 17.1%           | 17.9%         |        |
| 제5회       | 7월 2일     | 15.0%           | 16.5%           | 17.4%         |        |
| 제6회       | 7월 9일     | 15.5%           | 16.7%           | 17.4%         |        |
| 제7회       | 7월 16일    | 15.5%           | 17.5%           | 18.7%         |        |
| 제8회       | 7월 30일    | 14.8%           | 15.7%           | 16.3%         |        |
| 제9회       | 8월 6일     | 14.7%           | 15.5%           | 16.9%         |        |
| 제10회      | 8월 13일    | 17.8%           | 18.8%           | 19.4%         |        |
| 제11회      | 8월 20일    | 17.8%           | 18.4%           | 18.2%         |        |
| 제12회      | 8월 27일    | 15.5%           | 17.5%           | 18.4%         |        |
| 제13회      | 9월 3일     | 16.0%           | 17.9%           | 18.7%         |        |
| 제14회      | 9월 10일    | 16.8%           | 19.1%           | 19.4%         |        |
| 평균 시청률 | 평균 시청률 | 15.4%           | 17.1%           | 17.9%         |        |

## 결방 사유 및 연장
- 2021년 7월 23일 : 2020년 도쿄 올림픽 개막식 중계방송으로 인한 결방.
- 2021년 7월 29일 : 펜트하우스 3 방영 분량이 12부작에서 2회 연장되어 14부작으로 연장되었다.

## 수상 경력
- 2021년 SBS 연기대상 대상 (김소연)
- 2021년 SBS 연기대상 남자 신인연기상 (김영대)
- 2021년 SBS 연기대상 여자 신인연기상 (한지현)
- 2021년 SBS 연기대상 여자 신인연기상 (최예빈)

## 참고 사항
- 펜트하우스, 펜트하우스 2와는 다르게 주 1회로 편성됐다.
- 2021년 4월 22일에 대본 리딩이 있었고, 2021년 4월 27일부터 촬영이 시작되었다.
- 첫 방송 8일 전인 2021년 5월 27일에 1차 티저가 공개되었다.
- 첫 방송 2일 전인 2021년 6월 2일에는 '펜트하우스 3 히든룸 - 끝의 시작'이 방송되었다.
- 2021년 7월 1일 자로 지상파와 종편의 중간광고 허용에 따라 1, 2, 3부로 구분되던 펜트하우스 3도 5회부터는 1, 2, 3부로 구분하지 않고 방송된다.
- 2021년 8월 6일에는 올림픽 여자 배구 중계방송으로 인해 밤 10시에서 밤 10시 40분으로 변경되었다.
- 2021년 9월 3일에 방송된 13화에서 광주 학동 붕괴 사고와 2017년 포항 5.4 지진 그리고 조국 법무장관의 수호 서초동 촛불 집회 현장의 뉴스 장면을 사용하여 논란을 일으켰다. 결국 다시보기 VOD 서비스에서 문제의 일부 장면을 삭제했다.
- 2021년 9월 10일 시즌 3의 종료와 함께 펜트하우스 시리즈가 막을 내렸다.
- 2021년 9월 18일에는 '펜트하우스 3 히든룸 - 540일간의 기록'이 방송되었고, 사회적 질서 유지에 미풍양속을 저해하는 소재 때문에, 해당 주무부처인 여성가족부 측에서 청소년 보호법상 청소년 유해 매체물로 고시한 바 있다.[3][4]

## 같이 보기
- 대한민국의 텔레비전 드라마 목록 (ㅍ)
- 2021년 대한민국의 텔레비전 드라마 목록
- 펜트하우스
- 펜트하우스 2